# Krške špilje Aggteleka i Slovačkog krša
Krške špilje Aggteleka i Slovačkog krša je naziv za UNESCO-ovu svjetsku baštinu koja se sastoji od sustava špilja koji se proteže kroz Mađarsku i Slovačku. Ove krške špilje su upisane na popis mjesta svjetske baštine u Europi jer su nastale zbog rijetke kombinacije klimatskih učinaka tropske klime i pomicanja glečera, te omogućavaju pregled geološke povijesti zemlje u posljednjih deset milijuna godina. Sustav čini 712 špilja na području od sedam dijelova: Aggtelek, Brda Szendrő-Rudabánya i Esztramos u Mađarskoj, te Špilja Dobšinská, Koniar plato, Plešivec plato, i okolica mjesta Silica i Jasov u Slovačkoj. 
| Ime                                     | Država            | Mjesto                    | Godina uvrštenja | Opis |
| --------------------------------------- | ----------------- | ------------------------- | ---------------- | --- |
| Špiljski sustav Baradla - Domica        | Mađarska Slovačka | Aggtelek – Jósvafő Kečovo | 1995.            | Najveća špilja stalaktita na svijetu duga 28 km, od kojih je 8 km u Slovačkoj, ispod planine Domica, a ostatak u Mađarskoj. Prvi zapis o ovim špiljama potječe iz 1549. godine, a od 1920-ih služi kao turistička atrakcija. U njoj su pronađeni tragovi ljudskog obitovanja iz oko 5000. pr. Kr. i važno je arheološko nalazište Bukovske kulture. |
| Béke-špilja                             | Mađarska          | Aggtelek – Jósvafő        | 1995.            | |
| Kossuth-špilja                          | Mađarska          | Jósvafő                   | 1995.            | |
| Meteor-špilja                           | Mađarska          | Bódvaszilas               | 1995.            | |
| Rákóczi 1. špilja                       | Mađarska          | Bódvarákó                 | 1995.            | |
| Rákóczi 2. špilja                       | Mađarska          | Bódvarákó                 | 1995.            | |
| Rejtek-zsomboly                         | Mađarska          | Szögliget                 | 1995.            | |
| Szabadság-špilja                        | Mađarska          | Égerszög                  | 1995.            | |
| Vass Imre-špilja                        | Mađarska          | Jósvafő                   | 1995.            | |
| Vecsem-bükki-zsomboly                   | Mađarska          | Bódvaszilas               | 1995.            | |
| Diviačia priepasť                       | Slovačka          | Plešivec                  | 1995.            | |
| Drienovská špilja                       | Slovačka          | Drienovec                 | 1995.            | |
| Gombašečka špilja – Silická ľadnica     | Slovačka          | Slavec                    | 1995             | Otkrivena 1951. godine, njenih 1.525 metara je otovreno za javnost. Špilja je zbog konstantne temperature od 9 °C služila kao sanatorij za oboljele od astme. Zbog iznimnih špiljskih dekoracija na slovačkom je zovu i "Bajkovita špilja". |
| Hrušovská špilja                        | Slovačka          | Hrušov (okres Rožňava)    | 1995.            | |
| Jasovska špilja                         | Slovačka          | Jasov                     | 1995.            | Najstarija špilja koja je otvorena za javnost, već 1846. godine. Danas je trećina od njene duljine od 2.148 metara otvoreno za javnost. U njoj su pronađeni arheološki ostaci iz paleolitika, neolitika i halštatske kulture. |
| Krásnohorská špilja                     | Slovačka          | Krásnohorská Dlhá Lúka    | 1995.            | Otkrivena 1964. nakon što je presušio njen potok, duga je 1.356 metara i ima najdulji stalaktit na svijetu, dug 33 m. 450 metara je otvoreno za javnost i ima tračnice za turistički vlak. |
| Ochtinská aragonitska špilja            | Slovačka          | Ochtiná                   | 1995.            | Otrkivena je 1954. a otvorena za javnost 1972. godine. Iako je duga samo 300 m, poznata je po svojim naslagama rijetkog minerala aragonita, kao jedna od tri u svijetu. Zovu je i "Dvoranom mliječnog puta" jer aragonitske naslage sjaju poput zvijezda u sazviježđu.                                                                              |
| Obrovská priepasť                       | Slovačka          | Jablonov nad Turňou       | 1995.            | |
| Jaskyňa Skalistý potok – Kunia priepasť | Slovačka          | Háj (okres Košice-okolie) | 1995.            | |
| Snežná diera                            | Slovačka          | Bôrka                     | 1995.            | |
| Zvonivá jama                            | Slovačka          | Plešivec                  | 1995.            | |
| Dobšinská ľadová špilja                 | Slovačka          | Spišská Nová Ves          | 2000.            | Otkrivena je 1870. i njen ulaz, na visini od 970 m, je bio poznat kao "Studena rupa" koji je ubrzo postao turistička atrakcija. God. 1887. postala je prva špilja koja je osvjetljena električnom energijom. Od njenih 8.874 m², koji su danas poznati, 7.171 m² je prekriveno ledom (oko 125.000 m³).                                              |

## Poveznice
Najslavnije krške tvorevine na svijetu:
- Gunung Mulu, Malezija
- Južnokineski krš
- Krške i evaporitne špilje Sjevernih Apenina (Italija)
- Nacionalni park Phong Nha Ke Bang i Zaljev Hạ Long, Vijetnam
- Škocjanske jame, Slovenija

## Vanjske poveznice
- Krške špilje Aggteleka i Slovačkog krša (UNESCO)